# Sageraea sarawakensis
Sageraea sarawakensis là loài thực vật có hoa thuộc họ Na. Loài này được E.C.H.van Heusden miêu tả khoa học đầu tiên năm 1997.

## Phân bố
Loài này có ở bắc và tây bắc Borneo, tại bang Sarawak của Malaysia.